# Monteverdichor Würzburg
Der Monteverdichor Würzburg ist ein gemischter Chor in Würzburg.

## Über den Chor

Ehemaliges Logo

Der Monteverdichor Würzburg ist ein Konzertchor aus Studierenden und Alumni der Hochschule für Musik Würzburg und der Universität Würzburg. Das Konzertrepertoire des Chores umfasst u. a. die wichtigsten Oratorien von der Renaissance bis zur Moderne. Zahlreiche Würzburger Erstaufführungen präsentierte der Chor erstmals in der Stadt Würzburg. Unter der künstlerischen Leitung des Dirigenten Matthias Beckert hat sich der Chor seit 1998 einen festen Platz im Kulturleben der Stadt Würzburg erarbeitet und ist mit seinen Aufführungen weit über die Region hinaus bekannt. Der ehemalige Oberbürgermeister Georg Rosenthal nannte den Chor einen „der erfolgreichsten Kulturbotschafter der Stadt Würzburg“.
Im Rahmen des Würzburger Mozartfestes 2006 gestaltete der Monteverdichor Würzburg das Jubiläumskonzert. Für seine Leistung „auf höchstem Niveau“ (Zitat aus der Laudatio) würdigte die Stadt Würzburg 2007 den Monteverdichor mit der Verleihung der Kulturmedaille. 2008 gestaltete der Monteverdichor das offizielle Gedenkkonzert der Stadt Würzburg am 16. März, in dem Würzburg an seine Zerstörung im Jahr 1945 erinnert und der Getöteten gedenkt. 2009 wurde der Monteverdichor Würzburg beim Bayerischen Chorwettbewerb in München mit dem Prädikat "sehr gut" ausgezeichnet und als Landesvertreter zum Deutschen Chorwettbewerb weitergeleitet. Beim Deutschen Chorwettbewerb 2010 in Dortmund wurde der Monteverdichor Würzburg von der internationalen Jury mit einem 2. Preis ausgezeichnet. 2010 sang der Monteverdichor unter Leitung des berühmten Komponisten Krzysztof Penderecki dessen Meisterwerk "Seven Gates of Jerusalem" in Würzburg und Rzeszów (Polen). Beim Bayerischen Chorwettbewerb 2013 erzielte der Chor zwei 1. Preise. Den Deutschen Chorwettbewerb 2014 in Weimar schloss er ebenfalls mit einem 1. Preis ab.

### Formationen des Monteverdichores
Die Besetzung des Monteverdichores ist flexibel und richtet sich nach den musikalischen Gegebenheiten. Bei großen Oratorien ab dem 19. Jahrhundert singt der Gesamtchor mit über 100 Choristen. Das Vokalrepertoire aus Renaissance und Barock wird in historischer Aufführungspraxis von der Kammerchorformation des Monteverdichores – dem Monteverdi Ensemble Würzburg – musiziert. Dabei wird der Chor stets durch ein Orchester auf historischem Instrumentarium begleitet. Aufgeführt wurden so u. a. die „Marienvesper“ von Claudio Monteverdi, Bachs „Johannes-Passion“, „Matthäus-Passion“, „Weihnachtsoratorium“, und „h-Moll-Messe“ sowie Händels „Messias“, „Judas Maccabaeus“, „Israel in Egypt“ und „Samson“. Im Jahr 2009 veröffentlichte CPO eine CD des Monteverdi-Ensembles mit Werken von Valentin Rathgeber, die positiv rezensiert wurde.

### Namensgebung/Bezüge zu Monteverdi
Der Chor wurde im Jahre 1992 als Ökumenischer Hochschulchor Würzburg gegründet und trägt seit 2008 den Namen Monteverdichor Würzburg. Bereits 2004 widmete sich der Chor mit der Aufführung der Marienvesper dem Komponisten Claudio Monteverdi. 2009 und 2010 sang der Monteverdichor sein Madrigal „Sfogava con le stelle“ sowohl beim Bayerischen als auch beim Deutschen Chorwettbewerb. 2011 erfolgt erneut eine Aufführung der „Vespro della Beata Vergine“ bei den großen Abteikonzerten in Münsterschwarzach, sowie 2012 bei den Rosenberger Musiktagen. Die Benennung nach Claudio Monteverdi soll das breite Konzertrepertoire des Chores repräsentieren, welches Werke von der Renaissance bis hin zur zeitgenössischen Musik beinhaltet.

## Zusammenarbeit mit renommierten Orchestern
Der Monteverdichor Würzburg arbeitete bei seinen Konzerten mit renommierten Orchestern wie den Nürnberger Symphonikern, der Jenaer Philharmonie, den Thüringen Philharmonie Gotha, den Thüringer Symphonikern Saalfeld-Rudolstadt, der Vogtland Philharmonie Greiz-Reichenbach, den Hofer Symphonikern sowie der Mainphilharmonie Würzburg zusammen. Bei vorklassischen Konzerten wird der Chor u. a. vom Concert Royal Köln, der Akademie für Alte Musik Berlin oder dem Würzburger Barockorchester (Konzertmeisterin Pauline Nobes) auf historischen Instrumenten begleitet.

## Würzburger Erstaufführungen
- Leonard Bernstein: "Kaddish"
- Walter Braunfels: „Weihnachtskantate“, op. 52
- Walter Braunfels: „Adventskantate“, op. 45
- Wolfram Buchenberg: „Im Lichtland des Himmels“
- Wolfram Buchenberg: „Theophanie“
- Wolfram Buchenberg: „Cantico di frate sole“
- Hector Berlioz: „Grande Messe des Morts“
- Lili Boulanger: „Psalm 130“
- Max Bruch: „Gruß an die heilige Nacht“
- Frederick Delius: "Sea Drift"
- Frederick Delius: "The Song of the High Hills"
- Edward Elgar: "The Black Knight"
- Edward Elgar: "The Music Makers"
- Joseph von Eybler: „Weihnachtsoratorium“
- Gerald Finzi: „In terra pax“
- Georg Friedrich Händel: „Samson“, „Josua“ und „Judas Maccabaeus“
- César Franck: „Die Seligpreisungen“
- Zsolt Gárdonyi: „Die Verkündigung“
- Heinrich von Herzogenberg: „Requiem“, op. 72
- Heinrich von Herzogenberg: „Todtenfeier“, op. 80
- Heinrich von Herzogenberg: „Begräbnisgesang“, op. 88
- Arthur Honegger: „Une Cantate de Noël“
- Herbert Howells: "Hymnus Paradisi"
- Toshio Hosokawa: "Drei Engel-Lieder" (Deutsche Erstaufführung)
- Josef Lammerz: „Sonnengesang“ (UA)
- Carl Loewe: „Die Festzeiten“
- Frank Martin: „In terra pax“
- Frank Martin: „Le mystere de la Nativite“
- Jules Massenet: "Die Heilige Jungfrau"
- Joseph Marx: „Ein Neujahrshymnus“ (Erstaufführung nach Rekonstruktion) und „Herbstchor an Pan“
- Michael Ostrzyga: Puer natus est (Weihnachtsoratorium) (UA)
- Krzysztof Penderecki: „Seven Gates of Jerusalem“ (Symphonie Nr. 7)
- Krzysztof Penderecki: „Polnisches Requiem“
- Francis Poulenc: „Stabat Mater“
- Hans Pfitzner: "Von deutscher Seele"
- Sergei Rachmaninow: "Die Glocken"
- Max Reger: „Der 100. Psalm“
- Max Reger: „Zwei Gesänge“, op. 144
- John Rutter: „Magnificat“
- John Rutter: „Requiem“
- Karol Szymanowski: „Stabat Mater“
- Martin Sturm: "Antiphon" (UA)
- William Walton: „Belshazzar's Feast“
- Richard Wagner: „Das Liebesmahl der Apostel“
- Ralph Vaughan Williams: "Antartica"
- Ralph Vaughan Williams: „A Sea Symphony“ und „Fantasia on Christmas Carols“
- Hugo Wolf: „Christnacht“
- Ralph Vaughan Williams: „Hodie“
- Alexander von Zemlinsky: „23. Psalm“
- Alexander von Zemlinsky: „13. Psalm“
- Alexander von Zemlinsky: „83. Psalm“
- Heinz Werner Zimmermann: „Te Deum“

## Diskografie

### Veröffentlichungen bei Plattenlabels
- Heinrich von Herzogenberg: „Requiem op. 72“, „Todtenfeier op. 80“, „Begräbnisgesang op. 88“, CPO Nr. 1588284 (2014)
- Zsolt Gárdonyi: „Die Verkündigung“, Spektral Nr. SRL4-10070 (2010)
- Georg Friedrich Händel: „Giove in Argo“, Musicaphon (2007) [als Kammerchor Würzburg]
- Heinrich von Herzogenberg: „Die Geburt Christi“, CPO Nr. 6253525 (2005)
- Valentin Rathgeber: „Missa S. P. Benedicti“, CPO Nr. 4544164 (2009)
- Heinz Werner Zimmermann: Chorwerke, Spektral (2008) [Mitwirkung beim Vokalensemble Cantabile Regensburg]

### Weitere Veröffentlichungen
- Wolfram Buchenberg: „Im Lichtland des Himmels“, „Theophanie“, „Cantico di frate sole“; Lili Boulanger: „Psalm 130“
- Walter Braunfels: „Weihnachtskantate“, „Adventskantate“; Carl Loewe: „Die Festzeiten“; Felix Mendelssohn Bartholdy: „Geburt Christi“
- Francis Poulenc: „Stabat Mater“; Karol Szymanowski: „Stabat Mater“
- Joseph Marx: „Ein Neujahrshymnus“, „Herbstchor“; Max Reger: „Zwei Gesänge op. 144“,
- Heinz Werner Zimmermann: „Te Deum“
- Georg Friedrich Händel: „Alexanderfest“
- Georg Friedrich Händel: „Samson“
- Franz Liszt: „Christus“
- Johann Sebastian Bach: „Matthäus-Passion“
- Johann Sebastian Bach: „Weihnachtsoratorium“
- Ludwig van Beethoven: „Missa Solemnis“
- Hector Berlioz: „Die Kindheit Jesu“
- Hector Berlioz: „Grande Messe des Morts“
- Anton Bruckner: „Te Deum“; Felix Mendelssohn Bartholdy: „Lobgesang“, „Psalm 42“
- Antonín Dvořák: „Stabat mater“, op. 58
- Joseph Haydn: „Die Schöpfung“
- Felix Mendelssohn Bartholdy: „Paulus“
- Claudio Monteverdi: „Vespro della Beata Vergine“
- Franz Schmidt: „Das Buch mit sieben Siegeln“
- Giuseppe Verdi: „Messa da Requiem“

## Auszeichnungen
- 2020: Bayerischer Musikpreis, Laienmusizieren